# Oleksandr Babyč
Oleksandr Oleksandrovyč Babyč (in ucraino Олександр Олександрович Бабич?; Alčevs'k, 15 febbraio 1979) è un allenatore di calcio ed ex calciatore ucraino, di ruolo difensore.